# インシディアス 最後の鍵
『インシディアス 最後の鍵』（インシディアス さいごのかぎ、Insidious: The Last Key）は2018年のアメリカ合衆国のホラー映画。監督はアダム・ロビテル、主演はリン・シェイが務めた。本作はインシディアスシリーズの第4作目で、時系列的には第3作と第1作の間に位置する作品である。本作は日本国内で劇場公開されなかったが、2018年10月3日よりブルーレイ&DVDセットが発売されている。

## ストーリー
1953年、幼いエリーズ・レイニアは両親や弟クリスチャンと一緒にニューメキシコ州で暮らしていた。霊能力を持つエリーズは無邪気に霊のことを話すが、近くの刑務所で看守を務める父ジェラルド（ジョシュ・スチュワート）は快く思っていなかった。ある晩、就寝前に騒ぎを起こしたエリーズが罰として地下室に閉じ込められると、入り口とは別の扉から声が聞こえてくる。声に従って鍵を開けるとエリーズの様子は一変し、家の中では異変が起き始める。母オードリーが娘の様子を見に地下室へ向かうと、天井から下がっていた配線が不自然に首へ絡まって吊り上げられてしまう。オードリーを探すジェラルドも地下室へやってくるが、既にオードリーは息絶えていた。
2010年、エリーズ（リン・シェイ）はカルフォルニア州で霊能者として活動していた。ある日、テッド・ガルザ（カーク・アセヴェド）という男から電話で助けを求められるも、彼が告げた住所はエリーズがかつて住んでいた家だった。エリーズは即座に依頼を断ってしまうが、自らの過去を清算する必要を感じて依頼を引き受けることを決める。危険な依頼に助手のスペックス（リー・ワネル）とタッカー（アンガス・サンプソン）を巻き込むまいとするエリーズだが、2人は出発するエリーズの元に駆けつけて同行を申し出る。
到着したテッドの家はレイニア一家が残していった家具をそのまま使っており、様々な霊が住み着いていた。テッド曰く、怪奇現象が頻発するのは子供部屋で、テッド自身も中に入ると強い影響を受けるという。エリーズは赤外線カメラと無線イヤホンを身につけ、1人で子供部屋に残り部屋を探索する。弟が紛失した母のホイッスルやジェラルドが着ていた看守服を発見した後、廊下に気配を感じたエリーズが部屋を出て探索を続けていると、カメラからの映像でだけ視認できる女性の霊に攻撃される。女の霊は「助けてあげて」と叫ぶと、ホイッスルを奪って去っていく。
3人が駆けつけると、エリーズは先程の霊を過去に見たことがあると話し、その時の出来事を語り出す。16歳の頃、エリーズが洗濯機の近くで女性の霊に話しかけていると、ジェラルドがやってきてエリーゼを叱責する。詰め寄るジェラルドを恐れるエリーズは彼の頭を掴んで霊の死に際を見せた後、そのまま家出してしまった。
翌朝、ダイナーで食事を取ろうとするエリーズ達はメリッサ（スペンサー・ロック）とイモジェン（ケイトリン・ジェラード）に出会う。その直後にやって来た彼女らの父はエリーズの弟クリスチャン（ブルース・デイヴィソン）で、エリーズは再会を喜ぶが、クリスチャンは父親と2人で残されたことを恨んでおり、娘達を連れてダイナーを後にする。しかし、メリッサとイモジェンはダイナーの外で待っており、エリーズはクリスチャンに渡してほしいとホイッスルの写真を託す。
夜になりエリーズとタッカーがテッドの家で調査を開始すると、エリーズの呼び掛けにホイッスルの音が応えてきた。ホイッスルに導かれて地下室に入ったエリーズは、音が聞こえてくる壁の前でいくつかの質問を投げかける。問答の末に、その壁が扉を隠した物であることに気付いたエリーズが鍵を開けて中に入ると、鎖で繋がれた生身の女性が助けを求めていた。間もなく銃を持ったテッドが現れて2人を脅すが、異変を感じて家に入ってきたスペックスを殺しに向かったところで返り討ちにあう。やってきた警察に女性は救出されたが、エリーズは家の中に不穏な気配を感じたままだった。
別の日の昼間、写真を受け取っていたクリスチャンはホイッスルを探すため、娘2人を連れて封鎖されたテッドの家へ侵入していた。同じ頃、警察で聴取を受けていたエリーズはおぞましい姿になったメリッサの幻覚を目撃し、急いでテッドの家へと向かう。メリッサは地下室で化物（キーフェイス）に襲われて重体になっており、すぐに救急車で運ばれていく。エリーズが化物と決着を着けることをイモジェンに告げると、イモジェンは自分も霊能力を持っていることを明かし、協力を申し出る。
3度目の夜を迎えたテッドの家で見つけた遺留品をエリーズがサイコメトリーすると、16歳の頃に見た霊だと思っていた女性は生身で、ジェラルドも家に女性を監禁していたことが明らかになる。エリーズは隠されたトランクケースを確認するため換気ダクトに入るが、化物によって“あちらの世界”へと引き込まれ、幼い頃の自分と出会う。彼女から話を聞いていると、背後に化物が現れてエリーズを連れ去っていく。スペックスとタッカーは気を失ったエリーズをダクトから引き摺り出し、彼女の魂を助け出すためイモジェンを“あちらの世界”へ送り出す。イモジェンは女性の霊に導かれて化物の住処へと辿りつき、別れ際にある物を渡される。
化物の住処で目を覚ましたエリーズは、捕らえられたメリッサやジェラルドの魂を目の当たりにする。化物はジェラルドの魂をエリーズの前に差し出し、エリーズに痛めつけるよう促す。過去のトラウマからジェラルドを滅多打ちにするエリーズだが、辿り着いたイモジェンの言葉で正気に戻ると、憎しみこそが化物の糧であることに気付く。エリーゼに敵対の意思を感じた化物は標的をイモジェンに変更し、彼女を連れ去ろうとする。身代わりを申し出たエリーズは窮地に陥るが、イモジェンが女性の霊に渡されたホイッスルを投げ渡すと、なんとか受け取って吹き鳴らす。次の瞬間、暗闇の中からオードリーが現れて化物を一蹴し、エリーズは窮地を脱する。危険な状態のメリッサを間一髪で救い、エリーズとイモジェンは自分の体へと帰還する。
夜が明けて、メリッサの病室を訪れたエリーズからホイッスルを受け取ったクリスチャンは、悪魔や悪霊と戦うエリーズの強い意志を知り、彼女と和解する。
自宅で眠るエリーズは、夢の中でダルトン・ランバート（タイ・シンプキンス）の危機を感じ取る。飛び起きたエリーズが掛かってきた電話を取ると、ダルトンの祖母ロレイン（バーバラ・ハーシー）からの助けを求める連絡だった。

## キャスト
※括弧内は日本語吹替声優。
- エリーズ・レイニア - リン・シェイ（宮沢きよこ）
  - 幼少期のエリーズ・レイニア - アヴァ・コーカー
  - 16歳のエリーズ・レイニア - ハナ・ヘイズ
- スペックス - リー・ワネル（逢笠恵祐）
- タッカー - アンガス・サンプソン（山本格）
- テッド・ガルザ - カーク・アセヴェド（野川雅史）
- メリッサ・レイニア - スペンサー・ロック（山村響）
- イモジェン・レイニア - ケイトリン・ジェラード（村田遥）
- クリスチャン・レイニア - ブルース・デイヴィソン（竹本和正）
  - 幼少期のクリスチャン・レイニア - パース・ポープ
  - 少年期のクリスチャン・レイニア - トーマス・ロビー
- ジェラルド・レイニア - ジョシュ・スチュワート
- オードリー・レイニア - テッサ・フェレール（永吉ユカ）
- ウィットフィールド刑事 - マーカス・ヘンダーソン
- マーラ・ジェニングス - アマンダ・ジャロス
- アンナ - アレク・レイド
- 囚われた霊魂 - アユブ・ヴェノ
- キーフェイス - ハビエル・ボテット
- 悪魔 - ジョセフ・ビシャラ

### アーカイブ映像での出演
- ジョシュ・ランバート - パトリック・ウィルソン（咲野俊介）
- ルネ・ランバート - ローズ・バーン（園崎未恵）
- ダルトン・ランバート - タイ・シンプキンス
- ロレイン・ランバート - バーバラ・ハーシー（岡本嘉子）
- クイン・ブレナー - ステファニー・スコット

## 製作
2016年5月16日、インシディアスシリーズの第4作が製作されるとの報道があった。当初、本作は2017年10月20日に全米公開される予定だったが、後に公開日は2018年1月5日に延期された。
本作の主要撮影は2016年8月に始まり、翌月中に終了した。

## 興行収入
本作は『モリーズ・ゲーム』が拡大公開される週に封切られ、公開初週末に2000万ドルから2200万ドルを稼ぎ出すと予想されていたが、実際の数字はそれを上回るものであった。2018年1月5日、本作は全米3116館で封切られ、公開初週末に2958万ドルを稼ぎ出し、週末興行収入ランキング初登場2位となった。この数字は前作の同じ週の数字（2269万ドル）を上回るものであった。

## 評価
本作に対する批評家の評価は芳しいものではない。映画批評集積サイトのRotten Tomatoesには87件のレビューがあり、批評家支持率は32%、平均点は10点満点で5.1点となっている。サイト側による批評家の見解の要約は「『インシディアス 最後の鍵』はシリーズで重要な役を演じたリン・シェイに主役を務める機会を与えたが、彼女の尽力を以てしても、観客の心に響かないという問題を解決することはできなかった。」となっている。また、Metacriticには23件のレビューがあり、加重平均値は49/100となっている。なお、本作のCinemaScoreはB-となっているが、これはシリーズ最低の評価である。

## 続編
本作が興行的に成功したことを受けて、シリーズ第5作かスピンオフが製作される可能性が噂されていた。2020年10月29日、インシディアスシリーズ第5作の製作が正式に発表された。その際、パトリック・ウィルソンとタイ・シンプキンスが続投するだけではなく、ウィルソンが監督も兼任することも明かされた。2022年8月5日、シンクレア・ダニエル、ピーター・ダガー、ローズ・バーンがキャスト入りした。同年夏、本作の主要撮影が行われた。
『インシディアス 赤い扉』は2023年7月7日に全米公開された。